# Johann Julius Walbaum

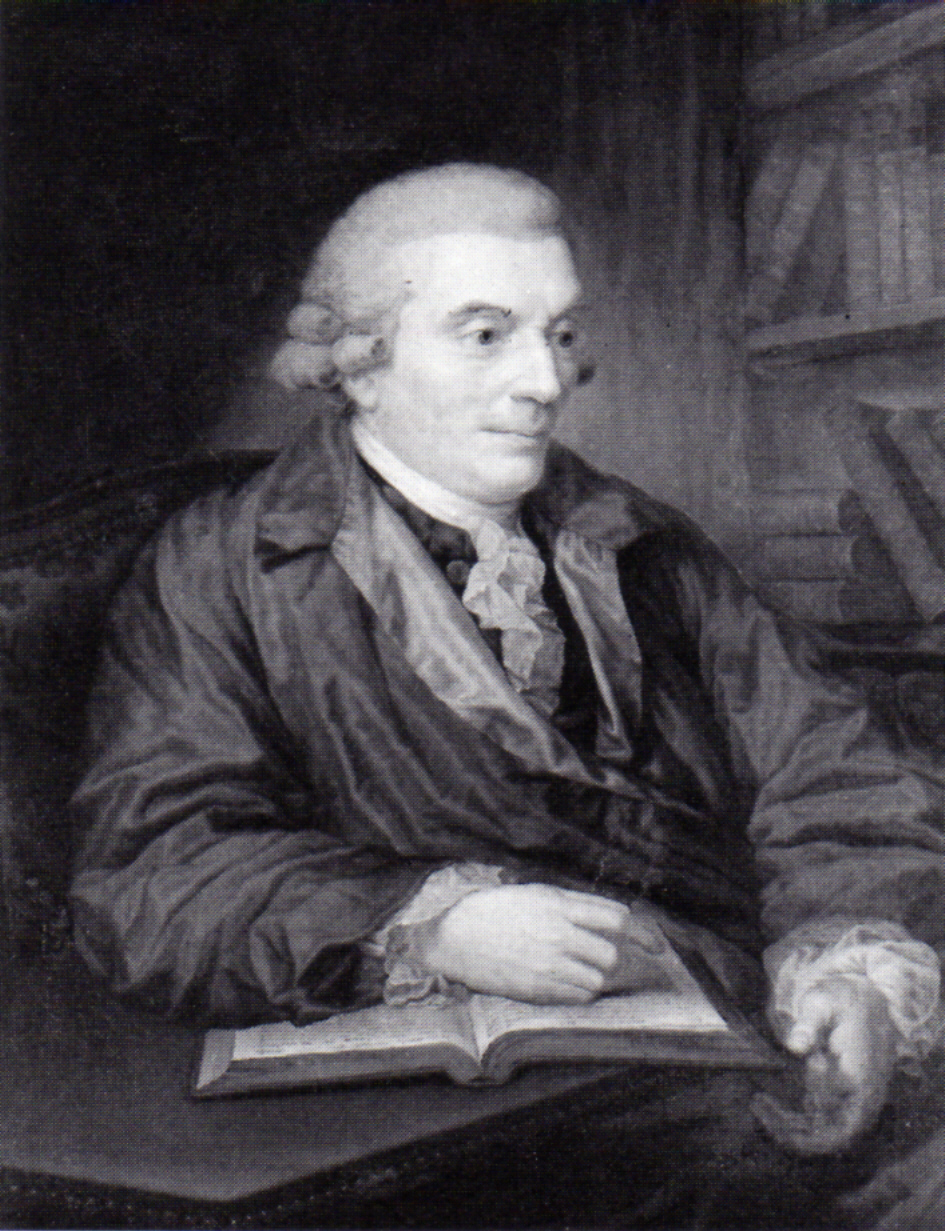
Johann Julius Walbaum, porträtiert von Friedrich Carl Gröger

Johann Julius Walbaum (* 30. Juni 1724 in Wolfenbüttel; † 21. August 1799 in Lübeck) war ein deutscher Arzt, Naturforscher, Zoologe und Taxonom. Sein biologisches Autorenkürzel lautet „Walbaum“.
Er beschrieb viele bis dahin unbekannte Arten aus entfernten Gebieten wie eine Reihe pazifischer Lachsarten wie Ketalachs (Oncorhynchus keta), Buckellachs (Oncorhynchus gorbuscha), Rotlachs (Oncorhynchus nerka), Königslachs (Oncorhynchus tshawytscha) und Regenbogenforelle (Oncorhynchus mykiss), sowie die Sträflings-Meerbrasse (Archosargus probatocephalus) der westatlantischen Küsten.
In Lübeck gehörte er zu den Gründern der heute noch bestehenden Gesellschaft zur Beförderung gemeinnütziger Tätigkeit.
Seine Tochter Magdalene Juliane (* 14. Dezember 1775; † 23. August 1805) heiratete den Lübecker Arzt Nikolaus Heinrich Brehmer, der ihm auch eine Gedächtnisschrift schrieb.
Das 1893 eröffnete Naturhistorische Museum in Lübeck (Museum am Dom) basiert auf Walbaums umfangreichen wissenschaftlichen Sammlungen (die allerdings im Zweiten Weltkrieg verloren gingen).

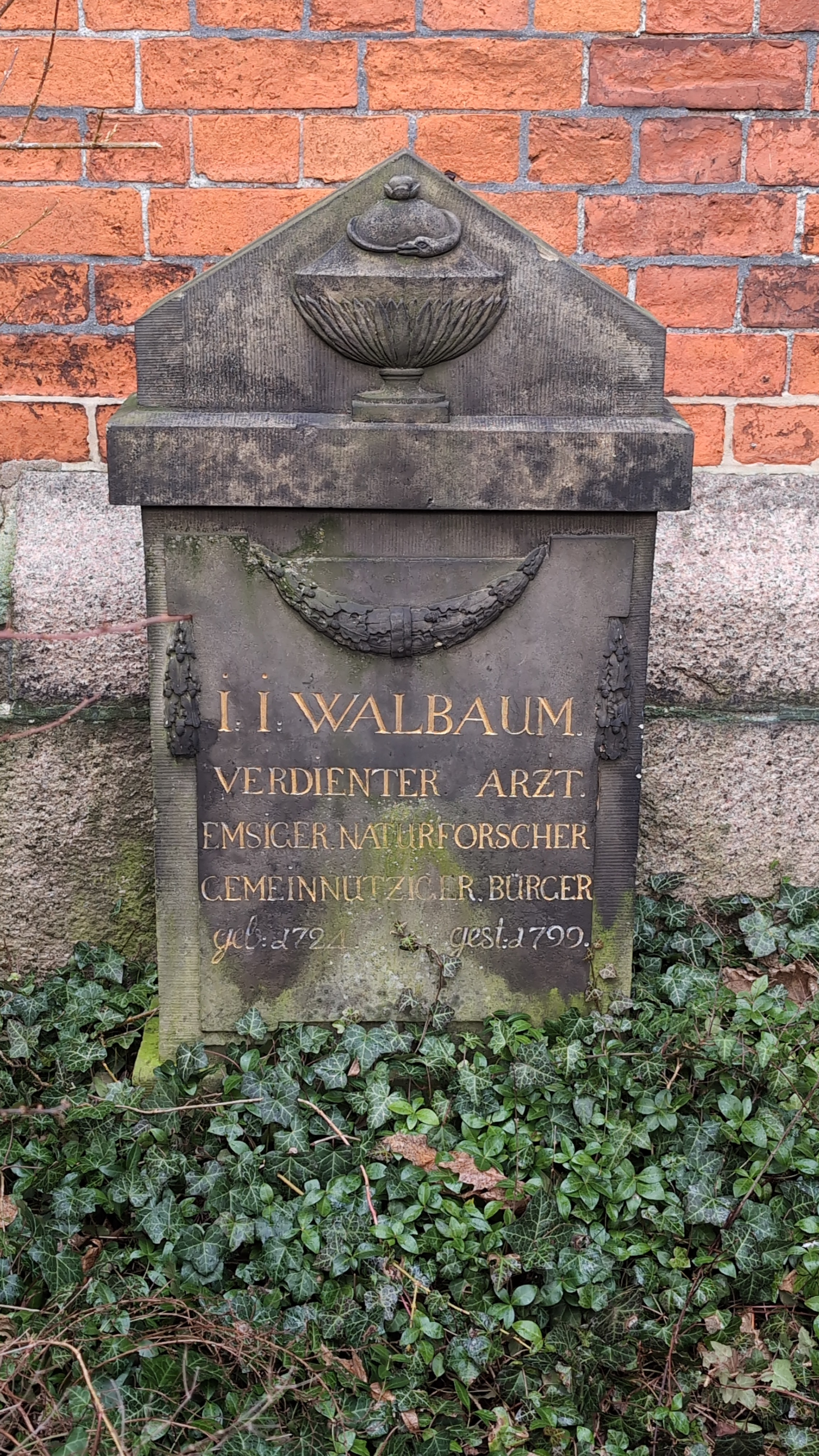
Gedenkstein Julius Walbaum

## Veröffentlichungen
- Disputatio … de venæ sectione, 1749
- Index pharmacopolii completi cum calendario pharmaceutico, Gleditsch, Leipzig 1767–1769
- Beschreibung von vier bunten Taubentauchern und der Eidergans, Lübeck 1778
- Chelonographia oder Beschreibung einiger Schildkröten nach natürlichen Urbildern, Gleditsch, Leipzig und Lübeck 1782
- Petri Artedi sueci genera piscium. In quibus systema totum ichthyologiae proponitur cum classibus, ordinibus, generum characteribus, specierum differentiis, observationibus plurimis. Redactis speciebus 242 ad genera 59. Lipsiae (=Leipzig) 1792.